# Почётный кинжал СС
Почётный кинжал СС (нем. SS-Ehrendolch) или просто Кинжал СС (нем. SS-Dolch) — награда и парадное оружие СС.

## История
Почётный кинжал СС был введен в декабре 1933 года.
С 17 февраля 1934 года запретили свободную продажу кинжалов СС: оружие заказывалось через Главное управление СС. Кинжал СС был официальной частью униформы, которую носили все полноправные члены СС. Производство кинжалов было приостановлено в 1940 году, однако в частных коллекциях встречаются кинжалы, изготовленные в 1940—1943 годах.

## Описание
Конструкция оружия основана на швейцарском кинжале XVI века. Центр широкого 33-сантиметрового лезвия, похожего на острие копья, имеет ярко выраженное ребро. Вдоль оси лезвия изображен девиз СС Meine Ehre heißt Treue («Моя честь называется верность»).
Крестовина и вершина рукоятки никелированы; ручка была чёрной, инкрустированной серебряным орлом NSDAP и символом СС. Металлические ножны покрыты чёрным глянцевым лаком с посеребренным покрытием и креплением. Кинжал СС был введен в 1933 году, в зависимости от года производства доступны 3 версии:
- Раннее производство (1933—1935): логотип производителя, чёрная ручка из чёрного дерева, рукоятка с римскими цифрами (I — Мюнхен, II — Дрезден, III — Берлин);
- Среднее производство (1936—1938): клеймо производителя с кодом RZM (двойная маркировка), ножны полированы или окрашены в чёрный цвет, на оборотной стороне нет римских цифр;
- Позднее производство (1938—1942): только с кодом RZM, ножны окрашены в чёрный цвет, знаки орла и СС на рукоятке обычно изготовлены из алюминия.

### Кинжал старых бойцов
21 июня 1936 г. представили ещё один вариант кинжала, которым награждали офицеров и унтер-офицеров СС, вступивших в СС до 1933 года. Этот кинжал был идентичен модели 1933 года, но ножны имели цепь из прямоугольных бляшек, украшенных черепами и рунами СС, а также дополнительные серебряные украшения в виде свастик.
Высокопоставленным руководителям СС вручали специальный кинжал с надписью «В знак сердечной дружбы, Г. Гиммлер». Было много вариантов этого кинжала, который вручал лично Генрих Гиммлер. Эти кинжалы были идентичны стандартным кинжалам, но производились из высококачественных материалов и имели позолоченные надписи. Они были и остаются редкостью из-за небольшого количества.

### Основные параметры кинжалов СС
| Кинжал   | Длина в ножнах       | 360-375 мм |
| Кинжал   | Длина без ножен      | 345-350 мм |
| Лезвие   | Длина                | 220-230 мм |
| Лезвие   | Ширина               | 34-35 мм   |
| Лезвие   | Максимальная толщина | 5.5 мм     |
| Рукоятка | Длина                | 110 мм     |
| Рукоятка | Ширина               | 35 мм      |
| Рукоятка | Толщина              | 21 мм      |

## Условия награждения
Церемония награждения проходила ежегодно 9 ноября во время принятия кандидатов СС в Общие СС, подразделения «Мёртвая голова» или Части усиления СС / Войска СС. Перед награждением кандидат должен был оплатить стоимость кинжала — 8.40 рейхсмарки (незначительная в то время сумма).
Кинжал носили с парадной чёрной формой, ношение с серой полевой формой запрещалось до 15 февраля 1943 года.

## Кинжалы СС в массовой культуре

### В кинематографе
- «Бесславные ублюдки» — один из «Бесславных ублюдков», сержант Хуго Штиглиц, использовал кинжал СС для убийства сотрудников гестапо. Также кинжал носил главный отрицательный герой фильма, штандартенфюрер СС Ганс Ланда.
- «Адский бункер» и Адский бункер: Чёрное Солнце — кинжал носит бригадефюрер СС Гетц, командир эсэсовцев-зомби.
- «Хеллбой» — в начале фильма кинжал носил один из отрицательных героев, оберштурмбанфюрер СС Карл Рупрехт Кронен.
- «Хеллсинг» — кинжал СС является личным оружием унтер-офицера Шрёдингера.

### В видеоиграх
- Velvet Assassin — кинжал является одним из коллекционных предметов (в игре называется армейским кинжалом).